# Bình Lợi, Thành phố Hồ Chí Minh
Bình Lợi là một xã thuộc Thành phố Hồ Chí Minh, Việt Nam.
Xã Bình Lợi nằm ở phía tây huyện Bình Chánh, có vị trí địa lý:
- Phía đông giáp xã Lê Minh Xuân và xã Tân Nhựt
- Phía tây và phía nam giáp tỉnh Long An
- Phía bắc giáp xã Phạm Văn Hai.

Xã có diện tích 19,09 km², dân số năm 2021 là 13.133 người,  mật độ dân số đạt 687 người/km².